# Першин, Александр Яковлевич
Александр Яковлевич Першин (1874—1919) — революционер, большевик, участник борьбы за установление Советской власти в Средней Азии.

## Биография
Родился в крестьянской семье, получил специальность рабочего-слесаря. В революционном движении с 1894 г, в 1903 г. вступил в РСДРП.
Вёл партийную работу в Уфе, Казалинске. В 1916 начинает работать в Ташкенте в Среднеазиатских железнодорожных мастерских. После февральской революции 1917 присоединился к большевикам, член исполкома Ташкентского совета. Делегат 1-го Всероссийского съезда Советов, был избран членом ВЦИК. В октябрьские дни 1917 член Ташкентского ВРК.
После победы Октябрьской революции — заместитель председателя исполкома Ташкентского совета. С марта 1918 г. комиссар продовольствия Туркестанского края и Туркестанской Советской республики. Один из организаторов Красной Гвардии и Красной Армии Туркестана.
Расстрелян во время Осиповского мятежа в составе 14 туркестанских комиссаров.